# Kościół Matki Boskiej Szkaplerznej w Rodnowie

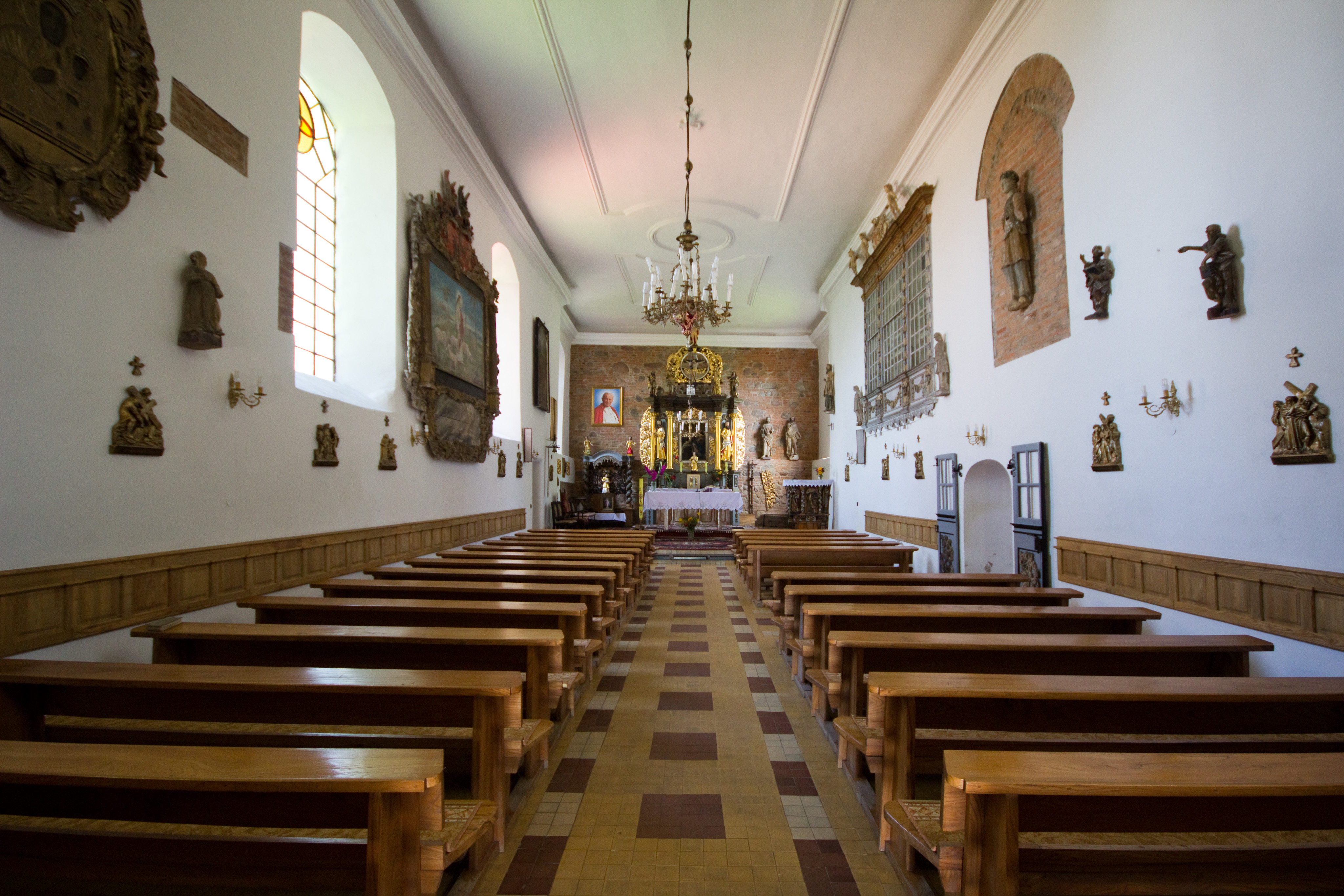
ołtarz, które były dziełem rzeźbiarza Jana Pfeffera z Królewca

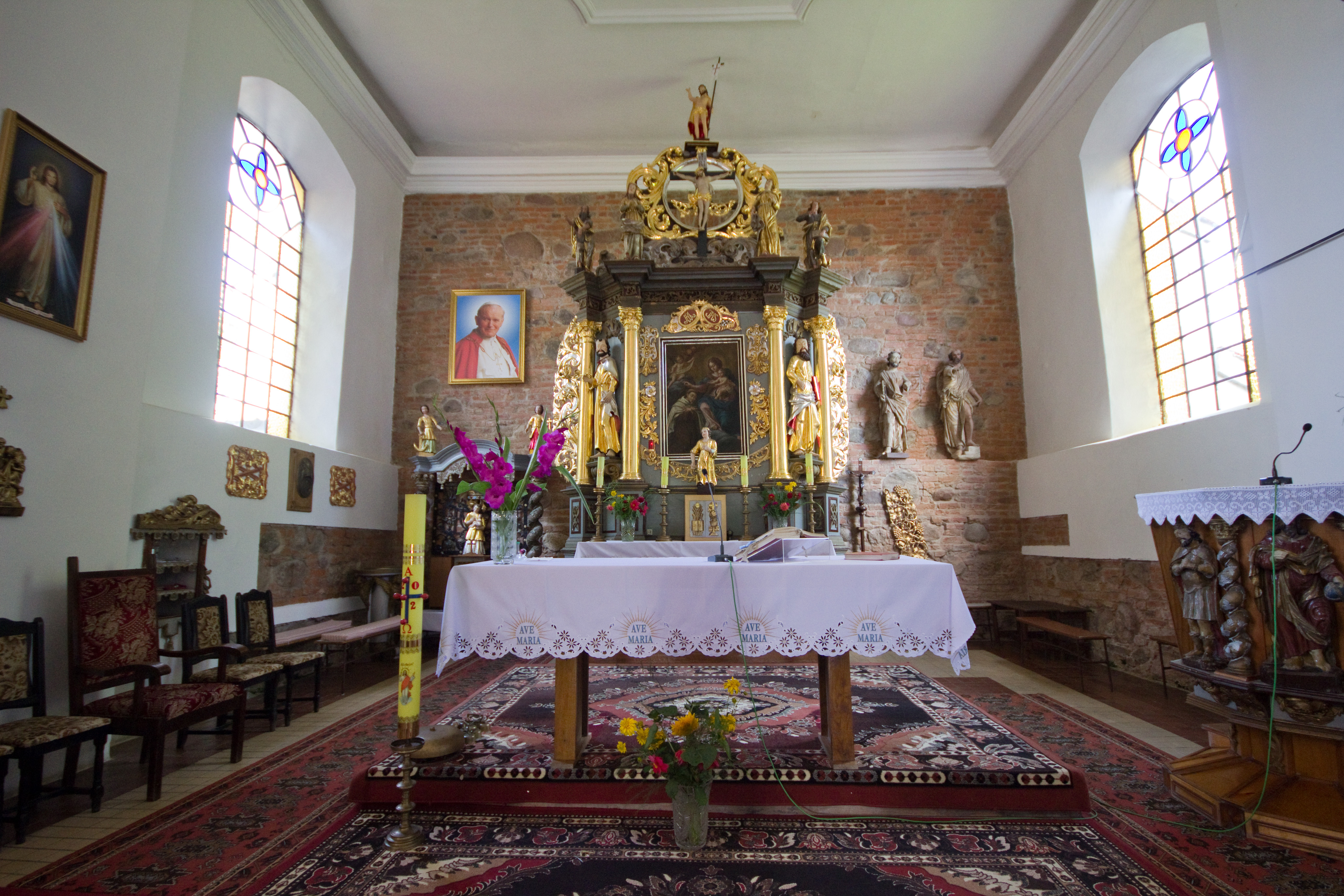
ołtarz, które były dziełem rzeźbiarza Jana Pfeffera z Królewca

Kościół pw. Matki Boskiej Szkaplerznej w Rodnowie – zabytek architektury sakralnej wzniesiony w II połowie XIV wieku.

## Położenie
Świątynia znajduje się w centrum wsi Rodnowo, w gminie Bartoszyce, w powiecie bartoszyckim.

## Historia
Według zachowanych przekazów parafia w Rodnowie mogła istnieć już około 1326 r. Miejscowego proboszcza Krzysztofa źródła wzmiankują w 1377 r., natomiast sam kościół w 1384 r.
Gotycki kościół był kilkakrotnie przebudowywany i powiększany. W dzisiejszym kształcie powstał podczas kompleksowej przebudowy w 1619 r. Powiększono go wówczas od strony wschodniej, podwyższono i dodano szkarpy wzmacniające konstrukcję.
Kolejne prace budowlane przeprowadzono w 1676 r. Wieża powstała w latach 1818-1819. Na jej szczycie znajdowały się dwa dzwony: jeden z roku 1781, spiżowy, i drugi, żeliwny, z roku 1925. Dzwon spiżowy został w ostatnich miesiącach II wojny światowej wywieziony do Niemiec. Na wieży znajduje się mechanizm zegarowy o bardzo oryginalnej konstrukcji( obecnie nieczynny), który nie miał wskazówek, a jedynie wybijał kwadranse i godziny.
Od czasów reformacji kościołem dysponowała gmina ewangelicka. Po 1945 r. ponownie przejęli go katolicy. Samodzielną parafię rzymskokatolicką pw. Matki Boskiej Szkaplerznej utworzono tu 13 grudnia 1983 r.

## Opis
Jest to kościół orientowany, w podstawach gotycki, murowany z cegieł na kamiennej podmurówce, Korpus budowli został oszkarpowany, a jego ściany otynkowano. Okna zakończone zostały spłaszczonymi łukami.
Po stronie zachodniej znajduje się kwadratowa, niewysoka wieża z kruchtą w przyziemiu, przykryta dachem namiotowym blaszanym. Po stronie północnej usytuowano zakrystię, a od południa kruchtę. Salowe wnętrze świątyni nakryto stropem z ornamentem stiukowym (sygnatura z 1750 r.).

## Wyposażenie
Wystrój i wyposażenie świątyni jest barokowe i późnobarokowe. Ołtarz główny pochodzi z około 1730 r. Niegdyś połączony był z amboną – jej rzeźbione fragmenty wykonano w latach 1680-1687 w warsztacie Jana Pfeffera. 
Zachowała się loża kolatorska (jej rzeźbione obudowanie wykonano około 1725 r.) oraz dwie płyty nagrobne z przełomu XVI i XVII wieku: małżonków von Tettau oraz von Lesgewanga. W kościele znajduje się także olejny obraz Ukrzyżowanie z XVII wieku. Z wieku XVIII pochodzą: figura Chrystusa, empora organowa oraz drzwi do zakrystii.